# Alexandre Boucaut
Alexandre Boucaut (10 agosto 1980) è un arbitro di calcio belga.